# Apodaca
Apodaca – miasto w Meksyku w stanie Nuevo León, leży w północno-wschodniej części obszaru metropolitalnego Monterrey. Jedno z najszybciej rozwijających się miast regionu, ważny ośrodek przemysłu elektronicznego. Znajdują się tu dwa duże lotniska: Port lotniczy Monterey-Mariano Escobedo oraz Aeropuerto Internacional del Norte. Swoją siedzibę mają tu meksykańskie linie lotnicze VivaAerobus.